# Col de la Forclaz (Beaufort)
Pour les articles homonymes, voir Col de la Forclaz.
Le col de la Forclaz est un col de France situé dans les Alpes, dans le massif du Beaufortain, en Savoie.

## Géographie
Le col se trouve à 2 374 mètres d'altitude, sur le flanc nord-est du Grand Mont, au-dessus du lac de Saint-Guérin, à proximité immédiate du Grand Rognoux au nord-est. Il est franchi par un sentier de randonnée reliant d'une part le secteur du refuge de l'Alpage au-dessus d'Arêches et du lac de Saint-Guérin au nord-est et d'autre part le Grand Mont au sud-ouest et le col de la Louze au sud avec au-delà la vallée de la Grande Maison et les lacs de la Tempête en direction de la vallée de la Maurienne.

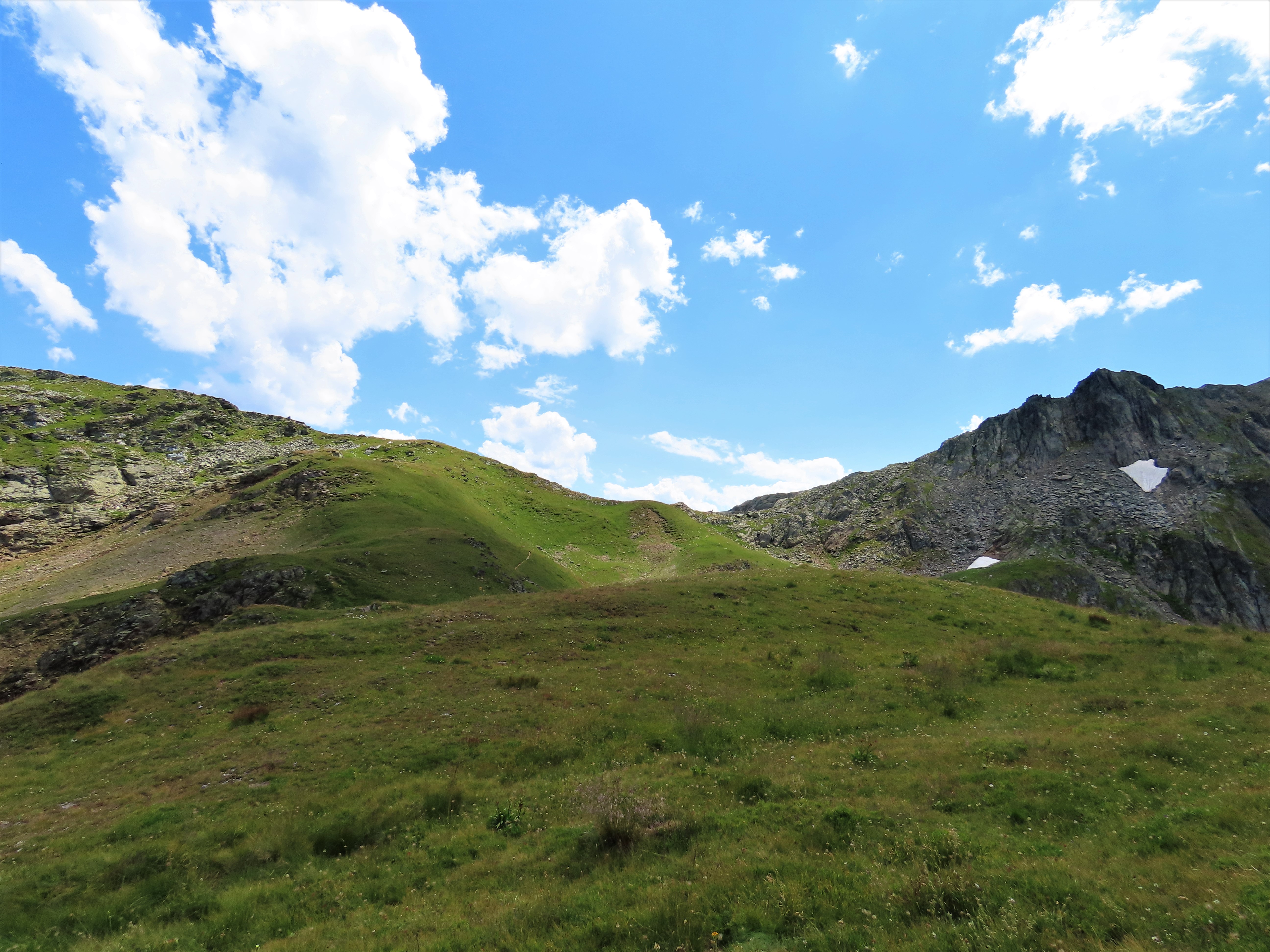
Le col depuis le haut du domaine skiable d'Arêches-Beaufort au nord.

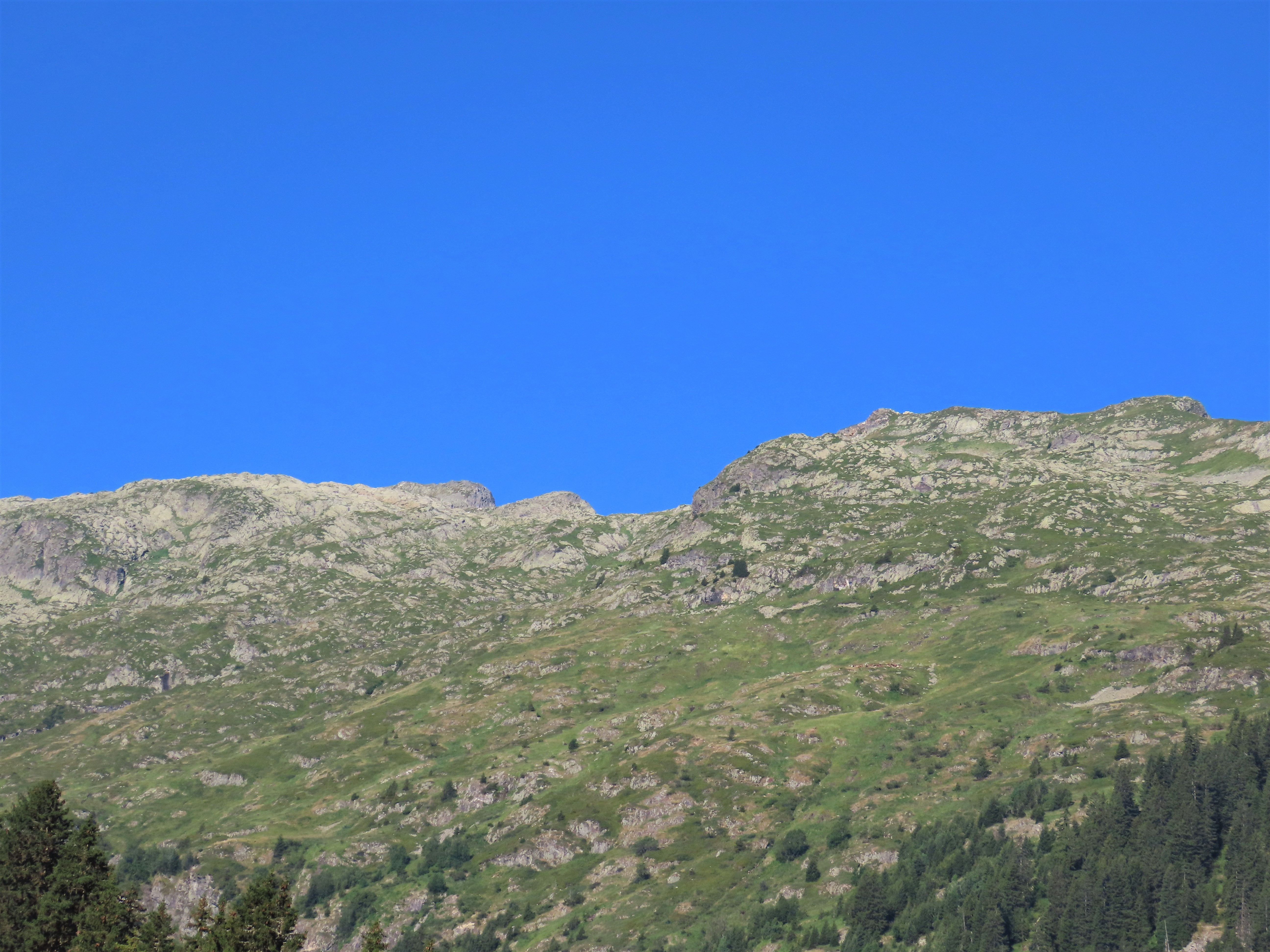
Le col entre le Grand Mont à gauche et le Grand Rognoux à droite depuis la passerelle himalayenne de Saint-Guérin à l'est.